# Aude Soleilhac
 (janvier 2021).
Aude Soleilhac est une dessinatrice de bande dessinée française née le 30 août 1981 au Puy-en-Velay.

## Biographie
Aude Soleilhac naît au Puy-en-Velay, le 30 août 1981. Elle entame des études de droit qu'elle abandonne pour une prépa d'art à Lyon. Elle étudie, ensuite, trois ans aux Beaux-Arts d'Angoulême, entre 2001 et 2003. Après son Diplôme national d'arts plastiques option BD, elle intègre l’atelier Sanzot, puis l’atelier du Marquis et la Maison des Auteurs à Angoulême. À cette époque, Aude Soleilhac publie régulièrement des notes sur son blog et se dit inspirée par Manu Larcenet, Lewis Trondheim, Joann Sfar, Jérôme Jouvray ou Christophe Blain.
Aude Soleilhac commence par travailler pour des magazines comme Yéti et Spirou, puis publie des adaptations littéraires aux éditions Delcourt (Le Tour du monde en quatre-vingts jours, avec Loïc Dauvillier et Isabelle Merlet, et La Guerre des boutons avec Philippe Thirault). Depuis 2011, elle collabore, en parallèle de ses projets éditoriaux, avec des magazines jeunesse des éditions Bayard, tels que Images Doc, Youpi et Filotéo.

## Œuvres
- Le Tour du monde en quatre-vingts jours, adapté de Jules Verne (3 tomes et une intégrale), scénario de Loïc Dauvillier, couleurs de Anne-Claire Jouvray, éditions Delcourt, coll Ex-Libris, 2008 à 2013
- La Guerre des boutons, adapté de de Louis Pergaud, scénario de Philippe Thirault, éditions Delcourt, coll Ex-Libris, 2011.
- Le Combat des Justes, elle dessine et colorise un des six récits de résistance, sur un scénario de Philippe Thirault, éditions Delcourt, coll Ex-Libris, 2014.
- Histoire de poireaux, de vélos, d’amour et autres phénomènes, scénario de Marzena Sowa, éditions Bamboo, 2015 ; prix de la Ligue de l’enseignement 41 pour le jeune public au festival Bd BOUM de Blois[6]
- Sixtine,  scénario de Frédéric Maupomé, Éditions de la Gouttière

1. Sixtine tome 1 - L'Or des aztèques, 2017.
2. Sixtine tome 2 - Le Chien des ombres, 2018.
3. Sixtine tome 3 - Le Salut du pirate, 2020.
4. Sixtine tome 4 - Les Grandes Familles, 2022.

## Prix
- 2015 : prix de l'enseignement 41 pour le Jeune Public pour Histoire de poireaux, de vélos, d’amour et autres phénomènes